# Área metropolitana de Praga
El área metropolitana de Praga consiste en la ciudad de Praga y en una serie de localidades menores ubicadas en la región de Bohemia Central (República Checa).
En total, el área metropolitana de Praga se extiende por una superficie de 1.832 km² y cuenta con una población de 1,41 millones de habitantes, de los cuales 27 y 84% corresponden a la ciudad de Praga, respectivamente. Tiene una densidad de población de 770 hab/km².

## Composición
En términos generales, el área metropolitana de Praga se compone de la ciudad de Praga y de numerosas pequeñas ciudades y municipios ubicados a su alrededor (entre las que destacan las ciudades de Brandýs nad Labem-Stará Boleslav, Říčany y Čelákovice). 
Dar una descripción detallada de cada ciudad o municipio que la conforman es difícil dada la compleja división administrativa del país, ya que cada distrito engloba una gran cantidad de municipios muy pequeños que no llegan ni al millar de habitantes.
| Región          | Distrito         | Superficie (en km²) | Población(1) |
| --------------- | ---------------- | ------------------- | ------------ |
| República Checa |                  |                     |              |
| Región de Praga | Praga            | 496,0               | 1.188.126    |
| Bohemia Central | Praga Oriental   | 754,91              | 121.085      |
| Bohemia Central | Praga Occidental | 580,63              | 100.322      |
| TOTAL           | TOTAL            | 1.831,54            | 1.409.533    |

- (1) - Datos del 01.01.2007, tomados del informe estadístico de población de la Oficina Checa de Estadística, Český statistický úřad

- Datos: Q11705547